# Osmia balearica
Osmia balearica là một loài Hymenoptera trong họ Megachilidae. Loài này được Schmiedeknecht mô tả khoa học năm 1885.